# The Pest (film, 1922)
Pour les articles homonymes, voir Pest.
Pour plus de détails, voir Fiche technique et Distribution.
The Pest (« l'enquiquineuse ») est une comédie américaine muette de Broncho Billy Anderson, sortie en 1922, avec Stan Laurel.

## Synopsis
Jimmy Smith est démarcheur à domicile. Il n'a qu'un livre à vendre : une biographie de Napoléon. Ses efforts sont vains : aucun succès auprès d'un sourd-muet, encore moins auprès d'une enquiquineuse qu'il avait prise pour une sourde-muette. Il ne place pas davantage son livre chez une jeune locataire, jolie mais pauvre, dont il découvre qu'elle ne peut payer son loyer et qu'elle est menacée par son propriétaire. Chevaleresque, il lui promet de lui trouver la somme qui lui manque. C'est oublier le chien de la belle, qui l'empêche de quitter les lieux.
Smith prend un déguisement qui se trouvait dans la maison de la locataire pour tromper le chien. Ce dernier « joue » alors avec lui, jusqu'à ce que la jeune femme revienne et rappelle son chien. Mais Smith n'arrive pas à retirer sa peau de chien et il est la proie de deux agents de la fourrière. Il fait peur à toute une escouade de policiers et sème involontairement la terreur partout où il passe. L'un des deux agents réussit à l'attraper par la queue, puis le second par la tête, ce qui enlève tout le déguisement. Smith revêt un manteau où se trouve un portefeuille qu'un voleur poursuivi a glissé pour s'en débarrasser. Il vole sans le vouloir à un marchand quelques noix à cause d'un écriteau qui l'a trompé. Smith est traîné dans un tribunal et passe devant le juge, mais il reste calme : il casse et mange les noix pendant que les autres protagonistes se disputent, puis s'en va tranquillement après avoir commis des bourdes avec le juge.
Arrive le moment où le propriétaire vient faire du chantage à sa locataire : payer le loyer ou se marier avec lui. Elle le refuse quand il cherche à l'attirer à lui. Elle se débat quand arrive Smith, alerté. Malheureusement, tous les efforts de Smith sont inefficaces pour assommer le propriétaire. Il rate sa cible quand il lance un fer à repasser, et l'objet frappe le Shérif qui venait d'entrer. Smith découvre alors le portefeuille plein d'argent dans sa poche. Il paie le propriétaire, qui part. Smith et la locataire trouvent des papiers du propriétaire laissés sur la table, papiers devenus collants à cause des mains de Smith. Le propriétaire se rend compte qu'il a les a oubliés mais il est empêché par le chien de les reprendre. Smith et la propriétaire s'embrassent discrètement derrière un des papiers.

## Fiche technique
Sauf indication contraire, les informations mentionnées dans cette section peuvent être confirmées par la base de données cinématographiques IMDb,  présente dans la section « Liens externes ».
- Titre original : The Pest
- Titre français : La petite peste
- Réalisateur : non précisé (selon les sources : Gilbert M. Anderson, Jess Robbins ou Gil Pratt)
- Intertitres : Renaud
- Directeur de la photographie : Irving G. Ries (en)
- Société de production : The Amalgamated Producing Company
- Producteur : Gilbert M. Anderson (non crédité)
- Société de distribution : Metro Pictures Corporation
- Genre : Comédie
- Format :  35 mm, court métrage noir et blanc - 1,33:1 - procédé cinématographique: sphérique
- Son :  Muet
- Licence : Domaine public[1]
- Tournage à Hollywood, dont l'escalier du 2146 Cove Avenue et le Sunset Boulevard
- Durée : 22 minutes
- Sortie : États-Unis : 4 décembre 1922 (cinéma)

## Distribution
Sauf indication contraire, les informations mentionnées dans cette section peuvent être confirmées par la base de données cinématographiques IMDb,  présente dans la section « Liens externes ».
- Stan Laurel : Jimmy Smith
- Glen Cavender : le propriétaire de la maison
- Vera Reynolds : la locataire pauvre
- Joy Winthrop : l'enquiquineuse
- Mae Laurel : une femme dans la cour
- Hero : le chien de la locataire

|                                      |
| Jimmy Smith (Stan Laurel) réfléchit. |

|                              |
| Vera Reynolds, la locataire. |

|                                                 |
| Smith est harcelé par le chien de la locataire. |

|                                                                                        |
| Smith, à la la fenêtre, est effrayé après le saut du chien qui l'a attaqué à la gorge. |